# Galléros gyík
A galléros gyík (Chlamydosaurus kingii) a hüllők (Reptilia) osztályának pikkelyes hüllők (Squamata) rendjébe, ezen belül az agámafélék (Agamidae) családjába tartozó Chlamydosaurus hüllőnem egyetlen faja. Egyéb nevei: King galléros gyíkja vagy galléros agáma.

## Előfordulása
Észak- és Északnyugat-Ausztráliában, valamint Indonézia és Pápua Új-Guinea területén honos. Nem fenyegeti a kipusztulás veszélye.

## Megjelenése
Az állat hossza elérheti a 85 centimétert. A nőstény testtömege 400, míg a hímé 870 gramm is lehet. A gyík testének színe barna. A nagy pikkelyes és egészében vagy részben fogazott szélű gallér színe a gyík élőhelyétől függően eltérő lehet; a gallér átmérője 20-25 centiméter. A gallért teste két oldalán és nyaka alatt összehajtogatva viseli. A gallér szétnyitásakor láthatóvá válnak a hosszú redők. Ha a gyík megijed, szétnyitja gallérját, nagyra nyitott szájjal sziszegő hangokat hallat, és farkával ide-oda csapkod. A gallér kimerevítését a nyelvcsonti szarvacskák teszik lehetővé. Színváltoztatásra is képes, bár színskálája jóval szegényesebb, mint a kaméleonoké.
|  |  |

## Életmódja

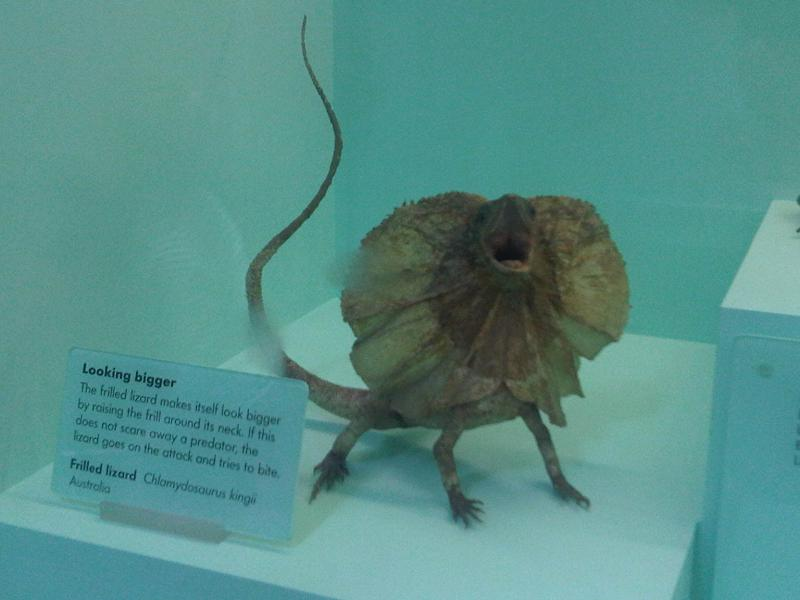
Kitömött példány

A galléros gyík magányosan él. Füves puszták, száraz, bokros területek jellemző állata. Igen fürge mozgású, különösen a forró, nappali órákban. 20-25 métert is képes két lábán futva megtenni, miközben hosszú farkát a levegőbe emelve egyensúlyoz. A hímek saját territóriumot birtokolnak. Tápláléka rovarok, pókok és kis emlősök. Fogságban körülbelül 8-10 évig él.

## Szaporodása
Az ivarérettséget 2-3 éves korban éri el. A párzási időszak tavasz elején van. A hímek az egymás közti vetélkedés és a párzást megelőző násztánc során szétterjesztett gallérjukkal pózolnak egymásnak vagy a nőstényeknek. Ilyenkor különösen fontos a gallér mérete, színezete. A nőstény 2-8 tojást rak homokba ásott fészekbe. a tojások kikeltését a nap melegére bízza. A tojások fehéresek, bőrhéjúak, gömbölyítettek. A tojásokból 8-12 hét múlva kelnek ki az utódok. A szülők nem gondoskodnak utódaikról.